# Liste der Bodendenkmäler in Unterdietfurt
Auf dieser Seite sind die Bodendenkmäler in der niederbayerischen Gemeinde Unterdietfurt zusammengestellt. Diese Tabelle ist eine Teilliste der Liste der Bodendenkmäler in Bayern. Grundlage ist die Bayerische Denkmalliste, die auf Basis des Bayerischen Denkmalschutzgesetzes vom 1. Oktober 1973 erstmals erstellt wurde und seither durch das Bayerische Landesamt für Denkmalpflege geführt wird. Die folgenden Angaben ersetzen nicht die rechtsverbindliche Auskunft der Denkmalschutzbehörde.

## Bodendenkmäler der Gemeinde Unterdietfurt

### Bodendenkmäler in der Gemarkung Huldsessen
| Lage                  | Objekt | Akten-Nr.     | Bild |
| --------------------- | --- | ------------- | ---- |
| Huldsessen (Standort) | Turmhügel des späten Mittelalters. | D-2-7541-0027 |      |
| Huldsessen (Standort) | Untertägige spätmittelalterliche und frühneuzeitliche Befunde und Funde im Bereich der katholischen Filialkirche St. Ulrich von Mainbach. | D-2-7541-0036 |      |
| Huldsessen (Standort) | Verebneter Burgstall des hohen und späten Mittelalters.                                                                                   | D-2-7542-0030 |      |
| Huldsessen (Standort) | Untertägige spätmittelalterliche und frühneuzeitliche Befunde im Bereich der katholischen Filialkirche St. Alexius von Handwerk.          | D-2-7542-0111 |      |
| Huldsessen (Standort) | Grabhügel vorgeschichtlicher Zeitstellung.                                                                                                | D-2-7542-0127 |      |
| Huldsessen (Standort) | Siedlung vorgeschichtlicher Zeitstellung.                                                                                                 | D-2-7641-0014 |      |
| Huldsessen (Standort) | Burgstall des hohen oder späten Mittelalters.                                                                                             | D-2-7642-0011 |      |
| Huldsessen (Standort) | Siedlung des Neolithikums. | D-2-7642-0012 |      |
| Huldsessen (Standort) | Untertägige spätmittelalterliche und frühneuzeitliche Befunde und Funde im Bereich der katholischen Kirche St. Martin in Huldsessen.      | D-2-7642-0026 |      |
| Huldsessen (Standort) | Abgegangene Mühle des Mittelalters oder der frühen Neuzeit (Baumermühle).                                                                 | D-2-7642-0038 |      |

### Bodendenkmäler in der Gemarkung Unterdietfurt
| Lage                     | Objekt | Akten-Nr.     | Bild |
| ------------------------ | --- | ------------- | ---- |
| Unterdietfurt (Standort) | Grabhügel vorgeschichtlicher Zeitstellung, daraus Funde der späten Bronzezeit. | D-2-7641-0001 |      |
| Unterdietfurt (Standort) | Untertägige mittelalterliche und frühneuzeitliche Befunde und Funde im Bereich der katholischen Pfarrkirche Mariä Heimsuchung von Unterdietfurt und ihrer früh- und hochmittelalterlichen Vorgängerbauten sowie der frühneuzeitlichen Friedhofskapelle St. Leonhard. | D-2-7641-0039 |      |
| Unterdietfurt (Standort) | Untertägige mittelalterliche und frühneuzeitliche Befunde und Funde im Bereich der katholischen Filialkirche St. Laurentius von Neukirchen. | D-2-7642-0025 |      |
| Unterdietfurt (Standort) | Untertägige spätmittelalterliche und frühneuzeitliche Befunde und Funde im Bereich der katholischen Filial- und Wallfahrtskirche Mariae Namen in Neuaich. | D-2-7642-0028 |      |